# Pedro María Anaya
Pedro María Bernardino Anaya Álvarez (Huichapan, 20 de mayo de 1794–Ciudad de México, 21 de marzo de 1854) fue un militar mexicano que se desempeñó como  Presidente de México en dos ocasiones entre 1847 y 1848. También tuvo una importante participación durante la guerra contra los Estados Unidos en 1847.

## Biografía
Nació el 20 de mayo de 1794 en San Mateo de Huichapan, un pueblo localizado en el hoy estado de Hidalgo. Sus padres fueron Pedro José Anaya y Maldonado y María Antonia de Álvarez, ambos españoles.

## Inicios en el ejército
Comenzó su carrera militar en el Ejército Real Español en 1810 a los 16 años, como cadete en la compañía de Tres Villas. En junio de 1821 se unió al ejército insurgente peleando hasta la Independencia del Imperio Español. Participó en todas las contiendas intestinas ocurridas en el país, además de defender el territorio nacional en el intento de reconquista español de 1829.
Participó apoyando movimientos independentistas en Centroamérica. En 1821 se adhirió al Plan de Iguala.
Los vaivenes políticos lo dejaron sin empleo y al borde de la miseria desde la segunda mitad de la década de 1830 hasta 1845, cuando su amigo y antiguo compañero de armas José Joaquín de Herrera llegó a la presidencia y lo nombró secretario de Guerra y Marina, cargo que desempeñó por muy poco tiempo, pero que le permitió salir de la oscura posición en que se encontraba. Después ocupó un escaño en la Cámara de Diputados.

## Presidente interino
Durante la Intervención estadounidense en México, el general Pedro María Anaya era presidente del Congreso y su actuación al principio de la guerra fue incierta y vacilante, hasta que fue nombrado presidente interino de la República en sustitución de Antonio López de Santa Anna.

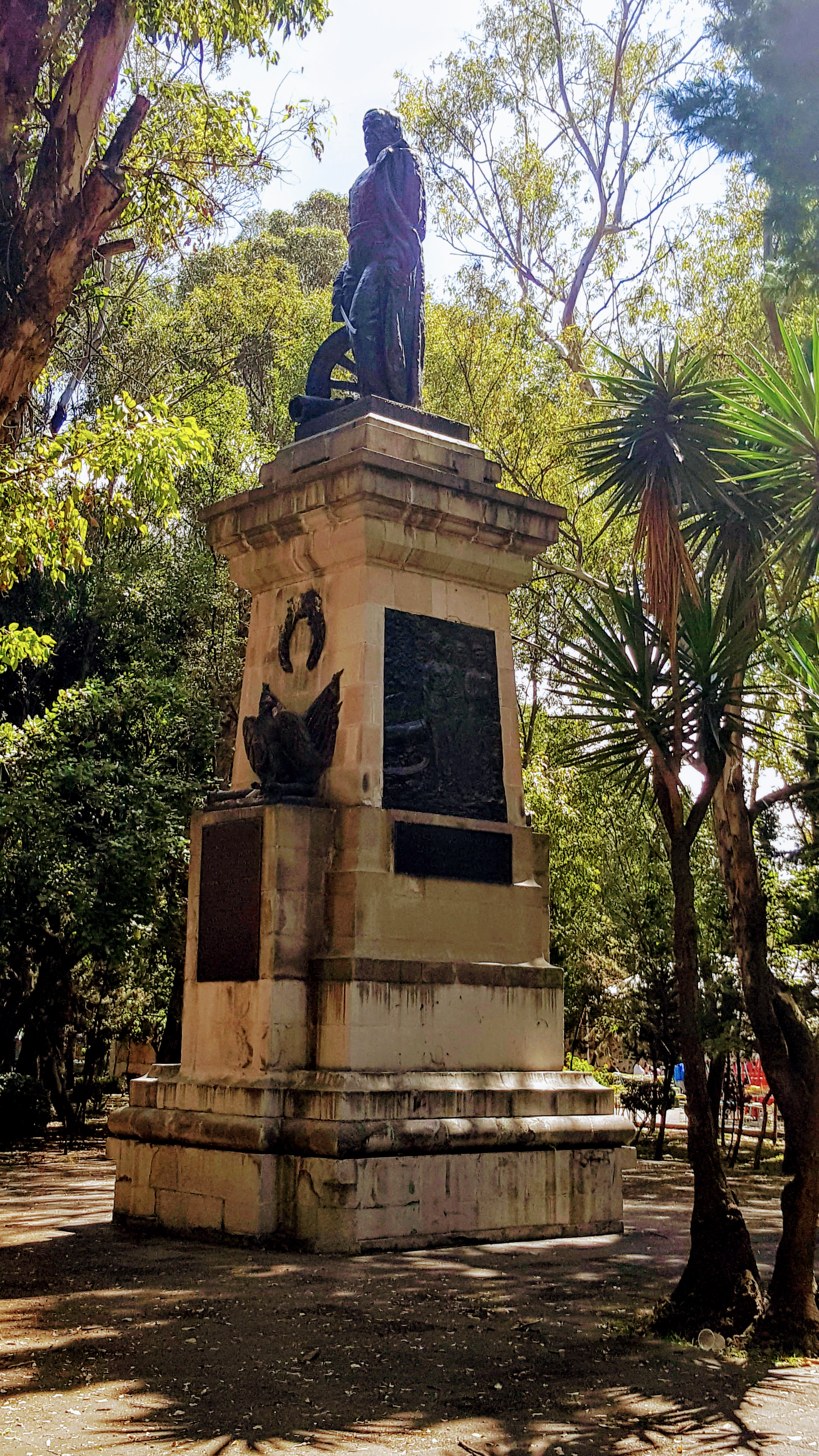

Como presidente hizo enormes esfuerzos para conseguir fondos para el ejército, organizó nuevas corporaciones militares y trató de unir la voluntad nacional en defensa de la Patria. Pero después de la derrota de Cerro Gordo, en Veracruz. Santa Anna regresó a México a hacerse cargo de la conducción de la República y a dirigir la defensa de la capital, por lo que el general Anaya recibió el mando de dos batallones que debían de defender el Convento de Churubusco. 

## Invasión estadounidense: la defensa del Convento de Santa María de Churubusco
Correspondió a su persona combatir a los invasores en el convento de Churubusco, defendiéndolo en la Batalla de Churubusco, que tuvo lugar en el entonces Exconvento de Santa María de Churubusco, hoy Museo Nacional de las Intervenciones. En la defensa de este bastión, localizado en el sur de la Ciudad de México, fue apoyado por el Batallón de San Patricio, formado por irlandeses católicos desertores de las filas estadounidenses. Defendido a sangre y fuego, con lo que tuvo y pudo, originó pérdidas importantes al ejército invasor. Después de una heroica resistencia, donde el ejército mexicano comandado por el general Pedro María Anaya y dado que al terminarse el armamento se vieron obligados los mexicanos y sus aliados irlandeses a luchar hasta con sus puños y bayonetas, hasta su rendición. Cuando al fin entraron las tropas estadounidenses, al mando del general Twiggs, este le preguntó al General Anaya por las armas, pertrechos, municiones, a lo cual el general le contestó: 

¡Si hubiera parque, no estaría usted aquí!.

La batalla fue relevante no solo por la victoria estadounidense, que hizo posible el ganar la guerra mexicano-estadounidense, pero también por la participación histórica del Batallón de San Patricio.
Fue capturado y vio el final de la guerra como prisionero de guerra de los estadounidenses, y posteriormente fue liberado. Más tarde, volvió a ocupar interinamente la presidencia de México entre 1847 y 1848.

## Muerte
Murió el 21 de marzo de 1854, debido a una neumonía fulminante.